# Dysallacta ocellalis
Dysallacta ocellalis là một loài bướm đêm trong họ Crambidae.